# Lysilla albomaculata
Lysilla albomaculata är en ringmaskart som beskrevs av Maurice Caullery 1944. Lysilla albomaculata ingår i släktet Lysilla och familjen Terebellidae. Inga underarter finns listade i Catalogue of Life.